# Норилів
Нори́лів — село в Україні, у Ямпільській селищній громаді Шепетівського району Хмельницької області. Розташоване на річці Горині.

## Історія
У 1906 році село Ямпільської волості Кременецького повіту Волинської губернії. Відстань від повітового міста 51 верст, від волості 5. Дворів 48, мешканців 282.

## Населення
Населення села за переписом 2001 року становило 249 осіб, в 2011 році — 224 особи.

### Мова
Розподіл населення за рідною мовою за даними перепису 2001 року:
| Мова       | Кількість | Відсоток |
| ---------- | --------- | -------- |
| українська | 249       | 100%     |